# 梅利亞內島
62°28′44.2″S 60°11′23″W / 62.478944°S 60.18972°W
梅利亞內島（Melyane Island），是南極洲的島嶼，位於南設得蘭群島的利文斯頓島東北面，處於巴爾沙島以南0.25公里、斯拉布角以西1.27公里和科蒂斯角東北面2.52公里，屬於鄧巴群島的一部分，長0.28公里、寬0.09公里，以保加利亞西北部城鎮命名，現時由南極條約體系管理。